# Santiago Pérez de Manosalbas
Pour les articles homonymes, voir Santiago Pérez (homonymie) et Pérez.
Santiago Pérez de Manosalbas, né le 23 mai 1830 à Zipaquirá et mort le 3 août 1900 dans le 17e arrondissement de Paris, est un avocat, diplomate, écrivain et homme d'État colombien. Il est le président des États-Unis de Colombie de 1874 à 1876.

## Biographie
Pérez est né à Zipaquirá, le 23 mai 1830, dans ce qui était alors la République de Nouvelle-Grenade. Né dans une famille d'agriculteurs, ses parents, Felipe Pérez et Rosa Manosalbas. 
Les Pérez de Manosalbas n'étaient pas une famille aisée, et Santiago et son frère Felipe Pérez allèrent à l'école publique locale de Zipaquirá, mais ils excellèrent au-delà des attentes de leurs professeurs. Lorsque le directeur de l'instruction publique Lorenzo María Lleras se rendit à Zipaquirá pour visiter l'école, il fut impressionné par le talent et le potentiel de Santiago et Felipe. Lleras décida de les aider et les emmena avec lui à l'Université de Notre-Dame du Rosaire, dont il était le recteur. Il les emmena ensuite au « Colegio del Espíritu Santo », une école d'enseignement supérieur fondée par Lleras. Pérez y étudia la jurisprudence et obtint son diplôme de droit le 23 mai 1830, bien qu'il n'ait jamais exercé cette profession, car il était un homme de lettres et de politique. 
Pérez a commencé sa véritable vocation d'éducateur en travaillant comme professeur d'espagnol et de littérature espagnole tout en étudiant le droit au Colegio del Espíritu Santo. En 1857, avec son frère Felipe, ils fondèrent le Colegio Pérez Hermanos, une institution d'enseignement qui a formé des personnalités telles que le linguiste Rufino José Cuervo.
Durant le deuxième gouvernement du président Manuel Murillo Toro, il fut nommé directeur de l'instruction publique tout en travaillant comme recteur de l'Université nationale de Colombie. Dans son rôle éminent de directeur de l'instruction publique, il a encouragé l'éducation et la construction de nouvelles écoles.
En 1852, Pérez rejoint la Comisión Corográfica, une expédition financée par l'État et dirigée par Agustín Codazzi, dont l'objectif est de cartographier l'ensemble du pays et de recueillir des informations sur ses habitants. Pérez travaille comme secrétaire de l'expédition, en remplacement de Manuel Ancízar, tombé malade au cours du voyage. Sa mission consiste à enregistrer les événements, les lieux, les descriptions, les statistiques et d'autres informations précieuses sur les lieux visités. Au cours de son séjour au sein de la commission, il se rend à Neiva, Mariquita, Chocó, Casanare, Bogotá et sur le territoire du Caquetá. Il publie ses études dans le journal El Neo-Granadino et écrit un mémoire sur l'expédition intitulé Apuntes de un viajero por Antioquia y el sur de la Nueva Granada.
Pérez fut élu député et assista au Congrès dans plusieurs législatures. Sous la présidence de Santos Gutiérrez, il fut secrétaire de l'Intérieur et des Affaires étrangères entre 1868 et 1870. Plus tard, il fut nommé ambassadeur aux États-Unis. 
Devenu président en 1874, Pérez, considéré comme un éducateur plutôt qu'un homme politique, a choisi l'éducation comme sa plus haute priorité. Il a renforcé les installations de formation des enseignants, ordonné la construction de plusieurs écoles primaires et consolidé l'Université nationale de Colombie. En tant que président, lui et les membres de son équipe ont assisté aux cérémonies de remise de diplômes de jeunes professionnels pour montrer le soutien du gouvernement. Il a promu l'expansion du système ferroviaire national, y compris la construction du « Ferrocarril del Norte » et l'acquisition du « Ferrocarril de Bolívar ». 